# پوریا سوری
پوریا سوری (زاده فروردین ۱۳۶۲در اراک) شاعر ,منتقد ادبی
و روزنامه‌نگار ایرانی است. در نخستین جشنواره ترانه‌های سرزمین مادری ، به عنوان برگزیده معرفی شد. همچنین مجموعه شعر تناسخ به درخت اثر این شاعر در نخستین دوره رقابت کتاب سال غزل به عنوان نامزد نهایی این رقابت معرفی شد. ترانه‌سرایی برخی ترانه‌های آلبوم (ایران من) اثر همایون شجریان از دیگر فعالیت‌های هنری این شاعر و ترانه‌سراست.

## روزنامه‌نگاری
او فعالیت مطبوعاتی را، با روزنامه‌های اصلاح‌طلب یاس نو و صبح آزادی آغاز کرد و در ادامه به عنوان خبرنگار و دبیر سرویس فرهنگ روزنامه‌های فرهیختگان، اعتماد و شرق فعالیت می‌کرد. دوهفته‌نامه روبرو در سال ۱۳۹۴ با مدیر مسئولی و صاحب امتیازی پوریا سوری منتشر شد، که به گزارش‌های تحقیق در حوزه سیاسی و اجتماعی می‌پرداخت. پوریا سوری پس از روبرو ماهنامه وزن دنیا را به عنوان رسانه شعر ایران منتشر کرد.

## آثار
پوریا سوری علاوه بر انتشار چند مجموعه شعر، در ترانه‌سرای و انتشار آلبوم‌های موسیقی هم مشارکت داشته‌است.
کتاب‌ها
- مجموعه شعر تناسخ به درخت از سوی نشر بوتیمار سال ۱۳۹۱ به بازار کتاب آمد.[۱۷][۱۸][۱۹]
- مجموعه شعر دیکته اقلیت سال ۱۳۹۳ در نشر نگاه منتشر شد.[۲۰] این مجموعه دو دفتر دارد؛ دفتر نخست «دردهای موسمی» که شعرهای آن مضمونی اجتماعی و سیاسی دارد و دفتر دوم «خواب سنجاقک مرده» که شعرهایی با درون‌مایه عاشقانه را شامل می‌شود.[۲۰]
- داستان طنز قطعه ۲۰۳ نوشته پوریا سوری توسط نشر مروارید منتشر شد. داستان این کتاب در حوالی سال‌های ۱۳۹۰–۱۳۹۱ رقم می‌خورد و اگرچه کتاب دستمایه ای تخیلی در فضای برزخ را محور روایت خود قرار داده‌است اما بسیاری از اتفاق‌های رقم خورده در روایت، برگرفته از سیاست‌های آن دوران است.[۲۱][۲۲]

آلبوم موسیقی
- شعر ایران من با ایده سهراب پورناظری به وسیله پوریا سوری سروده شد که در کنسرت سی با آواز همایون شجریان خوانده شد.[۸] همین قطعه در آلبوم ایران من[۷] با آهنگسازی سهراب پورناظری و آواز همایون شجریان منتشر شد.[۲۳]
- این ترانه‌سرا در اعتراض به پخش ترانه ایران من از تلویزیون در ایام انتخابات متنی اعتراضی خطاب به مدیران صدا و سیما منتشر کرد و گفت: «به عنوان شاعر این اثر نسبت به پخش این قطعه معترضم.»[۲۴] شعر آلبوم ترانه «ایران من» مدعی دیگری نیز دارد که معتقد است ده سال قبل ترانه شعر «ایران من» را سروده و این شعر از روی شعر او رونویسی شده است.
- ترانه‌سرایی قطعه سووشون از دیگر همکاری‌های مشترک این شاعر ا همایون شجریان است.[۲۵] این ترانه در سوگ عملیات تروریستی در دانشگاه کابل افغانستان سروده شد.[۲۶]

## نقد و بررسی آثار
کتاب‌های پوریا سوری مورد توجه رسانه‌ها و منتقدان قرار گرفته و نقد و بررسی شده‌است.
- سیدمهدی موسوی در نقدی منتشر شده در روزنامه اعتماد دربارهٔ کتاب تناسخ به درخت نوشته‌است.[۳۰]

نکته قوت اشعار این مجموعه آنجایی است که حتی در کلاسیک‌ترین اشعار به جای توصیف چشم و لب و… معشوق، با شاعری متفکر و دغدغه‌هایی اجتماعی و فرهنگی روبه رو هستیم که با تعاملی سازنده با جامعه پیرامون، شعری از لحاظ محتوا بسیار فراتر از آنچه ذائقه عام و جشنواره‌های دولتی می‌خواهند رقم می‌زند. تنها نگاهی گذرا به تقدیمنامه‌های هر شعر و پانوشت‌ها کافی است تا متوجه شویم با شاعری حساس روبه رو هستیم که شعر برایش تنها وسیله یی برای خلق زیبایی و جذب دخترکان جوان و سکه‌های جشنواره‌ها نیست. اما مطمئناً هرچه در شعرها بیشتر غور کنیم نکات بیشتری را درخواهیم یافت مخصوصاً جاهایی که هنرمند به یک دغدغه اجتماعی یا سیاسی بسنده نکرده و آن را به شکل جهانشمول و فلسفی عرضه می‌کند مثل «این دود، سرفه‌های مرا از سینه ام به شهر کشانده» هرچند گاهی این دغدغه‌ها از شاعرانگی شان کاسته می‌شود و به سمت شعار می‌روند نظیر «دنیا دوباره پر شده از زشتی، جنگ است در وجب وجب دنیا…»

این نگاه متفاوت حتی در اشعار عاشقانه نیز دیده می‌شود به گونه یی که غزلی که با شانه کردن گیسو آغاز می‌شود با آزادی و پرواز به اتمام می‌رسد. یا در آنجا هم که می‌گوید «من فکر می‌کنم که زنی باید از عشق پر کند ریه‌هایم را» به جای نگاه توصیفی به تصویرسازی‌هایی نمادین دست می‌زند که شعر را از درددلی عاشقانه و ادامه شعر نئوکلاسیک فراتر می‌برد: «در طول شب قدم زدن آسان نیست، وقتی چراغ پشت سرت باشد…» یا غزلی مثل «برای اینکه ندانی چقدر… یا که چه چیز…» که در طول تاریخ و افسانه‌ها، از جک و لوبیای سحرآمیز تا اسکندر و چنگیز و مارکوپولو را به شعر می‌کشاند تا با خلق فضاهایی تازه مسیری تازه را در غزل عاشقانه جست وجو کند.
- مهدی وزیربانی دربارهٔ کتاب تناسخ به درخت نوشته‌است:[۳۱]

 پوریا سوری در نخستین دفتر شعرش «تناسخ به درخت» شاعری اجتماعی با زبانی ریسک پذیر نشان داده که عقیده دارد غزل مدرن هنوز سرفصل‌های باز نشده بسیاری دارد که باید گشوده شود و پس از آن به فکر تدفین این شیوه شعری افتاد.
- آیناز محمدی در نقد و بررسی دربارهٔ کتاب دیکته اقلیت در روزنامه ایران عنوان کرده‌است.[۳۲]

«دیکته اقلیت» سروده پوریا سوری توسط انتشارات نگاه منتشر شد. این مجموعه شامل دو دفتر است. دفتر اول به نام دردهای موسمی شامل شعرهایی است غالباً خطابی، خطاب به سوم شخص غایب، دفتر دوم، خواب سنجاقک مرده، شعرهای کوتاه‌تر شاعر را دربرمی‌گیرد. سوری بیشتر به شعر اندیشه گرایش دارد و نگاهی فلسفی به انسان و پدیده‌های اطرافش.
- پوریا سوری شاعر مجموعه تناسخ به درخت مصاحبه با روزنامه اعتماد عنوان کرده بود[۳۱]

سعی ام بر این بوده که نگاهی متفاوت تر به غزل داشته باشم. مسئله آشنایی زدایی هم در روزگار آشنازدایی شده ما کار چندان ساده یی نیست.
نقد و بررسی ترانه‌ها
همچنین ترانه‌های این شاعر و ترانه‌سرا مورد نقد و بررسی قرار گرفته‌است.
حسن علی‌شیری پژوهشگر ادبی دربارهٔ ترانه ایران من در روزنامه ایران نوشته‌است.
ترانه «ایران من» با این سطر آغاز می‌شود: «آوازخوانی در شبم، سرچشمه خورشید تو» همچون «ای ایران» و بسیاری دیگر از اشعار ملی میهنی، پوریا سوری زاویه دید اول شخص مفرد را برای گفتن از میهن برگزیده. با این تفاوت که به جای منی عام و نوعی، این آوازخوان ماست که از ابتدا خود را معرفی می‌کند و راوی ترانه است. بر خلاف بسیاری از اشعاری این چنین که با این زاویه دید، میهن را در جایگاه معشوق قرار داده‌اند، «ایران من» خطاب به مام میهن و از زبان فرزندی رو به مادرش نوشته شده.
همچنین علی‌رضا بدیع در روزنامه شهرآراء در نقد و بررسی ترانه سووشون عنوان کرده‌است
همایون شجریان با تلفیق دو حادثه کار پسندیده‌ای کرده که نشان از دغدغه اجتماعی او دارد و این عالی است. اما از نظر ملودی قطعاً این کار پایین‌تر از کارهای مشترک دیگر همایون و پورناظری قرار می‌گیرد. کاری که در آن حرکت و تنوع ملودی نیست و هیجانی در شنونده ایجاد نمی‌کند از طرفی شعر این قطعه سست است، زبانی کهنه خسته‌کننده دارد. 

## افتخارات
این شاعر برای سروده‌هایش نامزد و برگزیده شماری از رقابت‌های ادبی شده‌است.
- برگزیده نخستین جشنواره ترانه‌های سرزمین مادری[۵]
- نامزد نخستین دوره جایزه کتاب سال غزل برای کتاب تناسخ به درخت[۶]

## رویدادهای مرتبط
پوریا سوری به عنوان شاعر و متقد ادبی و فعال فرهنگی در رویدادهای متعدد ادبی و فرهنگی نیز به عنوان سخنران، منتقد،
داور رقابت‌های ادبی، و ایده‌پرداز مشارکت داشته‌است. از جمله می‌توان به موارد زیر اشاره کرد.
- نقد و بررسی سروده‌های دیگر شاعران[۳۸]
- داوری ادوار متعدد جایزه شعر خبرنگاران و چهارمین دوره جایزه کتاب سال غزل[۳۹][۴۰]
- مجله وزن دنیا که به مدیر مسئولی پوریا سوری منتشر می‌شود، پی‌آیند اعتراض‌های ۱۴۰۱ در ویژه‌نامه‌ایی به شعر زنان ایران با تیتر انقلاب زنانه پرداخت.[۴۱][۴۲] متأثر از این رویداد از سوی نهادهایی تحت فشار قرار گرفت.[۴۳] پوریا سوری در یادداشتی خبر داد که شرکت‌ها و سازمان‌های آگهی‌دهند به مجله وزن دنیا از سوی برخی نهادهای نظارتی تحت فشار قرار گرفتند. در یادداشتی با عنوان «گزارش به فردا از بدعتی برای تعطیل‌کردن مجلات بخش خصوصی» نسبت به فشارها واکنش نشان داد و گفت: «آنچه نامش را خفه‌کردن می‌گذارم آن هم از طریق عاملی بیرونی ـ یعنی نه مخاطب و نه منِ مجله‌دار ـ فقره‌ای است که بعد از انتشار شمارهٔ قبل برای وزن دنیا اتفاق افتاد. وزن دنیای شمارهٔ ۲۴ در فضای «زن، زندگی، آزادی» غوطه می‌خورد و به‌رغم این‌که کاملاً بحثی ادبی و نه سیاسی را پیش می‌برد به مذاق قلیلی جماعت خوش نیامده بود.»[۴۴]
- طراحی و ایده‌پردازی کاشی ماندگار؛[۳۷]
- طرح کاشی ماندگار با هدف حفظ میراث فرهنگی ناملموس و معنوی ایران و معرفی محل زیست هنرمندان، اهالی فرهنگ، علم و دین صورت می‌پذیرد که در این طرح، شخصیت‌هایی که در این طرح قرار می‌گیرند شامل چهره‌های شاخص و تأثیرگذار در یک رسته فرهنگی هستند که توانسته‌اند در دوران فعالیت خود مرزهای جدیدی را بیافرینند یا در جهت حفظ و حراست یک یا چند حوزه میراث هنری، فرهنگی و معنوی ایران تلاش کرده باشند و به عنوان چهره‌ای ماندگار شناخته شوند.[۴۵] کاشی ماندگار بر خانه هنرمندان و شخصیت‌های فرهنگی مانند ایران درودی، جواد مجابی، احمدرضا احمدی، ناصر مسعودی، عباس کیارستمی، داوود رشیدی، محمدعلی سپانلو[۴۶] قیصر امین‌پور و بیش از ۵۰ هنرمند و شخصیت فرهنگی نصب شد.[۴۷][۴۸][۴۹]